# Apataniana pamirensis
Apataniana pamirensis är en nattsländeart som beskrevs av Wolfram Mey och Levanidova 1989. Apataniana pamirensis ingår i släktet Apataniana och familjen Apataniidae. Inga underarter finns listade i Catalogue of Life.